# Масурица
Масурица је насеље у Србији у општини Сурдулица у Пчињском округу. Према попису из 2022. било је 986 становника.

## Прошлост
По селу Масурици названи су предео (висораван), истоимена река и срез у Врањском округу (од 1879). Сам појам "масур", је изгледа илирског порекла.
За време Турака у Масурици се налазила њихова ковница гвожђа, од које су остале велике гомиле шљаке. Било је то иначе древни рударски крај, а Масурица - "рудно место". Ту су прављени алати и оружја. После 1878. године из места се иселило и 31 кућа муслиманских Цигана, који су се традиционално бавили топљењем гвоздене руде и касније ковачким занатом.
У време Првог српског устанка 1807. године у предео Масурицу је доспео са својим устаницима јагодински кнез Цветко. Лесковачки војвода Стреља је контролисао околину имеђу Ниша и Лесковца. Кнезу Милоју Јовановићу су биле подређене локалне вође побуњеног народа, од којих је од села Масурице био Стојановић.
Арнаути су се до 1878. године агресивно ширили по вековним српским територијама, тако су и Масурицу и Варденик (у којем су побили чобане а остале раселили) запосели потискујући и асимилујући Србе. Абдулрахман, угледни Арнаутин из Масурице био је српског порекла. Он је иначе писаном телеграфском молбом тражио да село остане под Србима, а никако не под Бугарима и Турцима. Албанци су прво унајмљивани као чувари села, па би се временом умножили и осилили да би затим терорисали српско становништво. Дана 12. јануара 1878. године српска војска са устаницима је покорила арбанашко велико село Масурицу.
Село Масурица се налазило у Масуричком срезу након ослобођења од Турака. Ту је 1879. године пописано 56 кућа, са 602 становника. Број писмених мушкараца Арнаута је био велики, а број пореских глава износио је 96. Године 1882. било је већ 65 кућа Срба насељеника у том месту, након исељења великог броја Арнаута.
По административној подели из 1901. године Масурица је са још осам села у саставу Сувојничке општине.
Током Балканских и Првог светског рата вођене су борбе око Масурице. Четничку чету војводе Косте Пећанца. дочекала је пред местом бугарска окупациона војска 1917. године.
За време Другог светског рата сви становници места су од стране бугарске полиције и војске били малтретирани. Много њих је било и убијено заслугом једног мештанина Бугарина. Масурица је горела у лето 1942. године. Село су окупаторски војници палили још четири пута током 1943. године. Дана 13. септембра 1943. године запалили су Бугари под командом капетана Џунглова село Масурицу, и убили 47 мештана. По другом извору након опкољавања села изгорело је 30 кућа и побијено 60 житеља, од којих су неки били заклани. Био је то нарочито свиреп злочин, јер су у ватру починиоци бацали жене и децу.
За време турске власти до 1878. године у Масурици је радила турска мушка школа. У месту је прорадила српска школа много касније, тек између два светска рата.

## Демографија
У насељу Масурица живи 941 пунолетни становник, а просечна старост становништва износи 37,9 година (37,4 код мушкараца и 38,4 код жена). У насељу има 386 домаћинстава, а просечан број чланова по домаћинству је 3,23.
Ово насеље је углавном насељено Србима (према попису из 2002. године), а у последња три пописа, примећен је пад у броју становника.
|  |

| Демографија | Демографија | Демографија |
| Година      | Становника  | Становника  |
| ----------- | ----------- | ----------- |
| 1948.       | 1.111       |             |
| 1953.       | 1.221       |             |
| 1961.       | 1.198       |             |
| 1971.       | 1.233       |             |
| 1981.       | 1.351       |             |
| 1991.       | 1.267       | 1.246       |
| 2002.       | 1.245       | 1.283       |
| 2011.       | 1.223       |             |
| 2022.       | 986         |             |

| Етнички састав према попису из 2002.‍ | Етнички састав према попису из 2002.‍ | Етнички састав према попису из 2002.‍ | Етнички састав према попису из 2002.‍ | Етнички састав према попису из 2002.‍ |
| ------------------------------------ | ------------------------------------ | ------------------------------------ | ------------------------------------ | ------------------------------------ |
|                                      |                                      |                                      |                                      |                                      |
| Срби                                 | Срби                                 |                                      | 1.047                                | 84,09%                               |
| Роми                                 | Роми                                 |                                      | 175                                  | 14,05%                               |
| Бугари                               | Бугари                               |                                      | 6                                    | 0,48%                                |
| Муслимани                            | Муслимани                            |                                      | 1                                    | 0,08%                                |
| Македонци                            | Македонци                            |                                      | 1                                    | 0,08%                                |
| непознато                            | непознато                            |                                      | 14                                   | 1,12%                                |

| Година пописа     | 1948. | 1953. | 1961. | 1971. | 1981. | 1991. | 2002. |
| ----------------- | ----- | ----- | ----- | ----- | ----- | ----- | ----- |
| Број домаћинстава | 229   | 258   | 285   | 312   | 339   | 334   | 386   |

| Број чланова      | 1  | 2   | 3  | 4  | 5  | 6  | 7  | 8 | 9 | 10 и више | Просек |
| ----------------- | -- | --- | -- | -- | -- | -- | -- | - | - | --------- | ------ |
| Број домаћинстава | 49 | 101 | 89 | 79 | 28 | 20 | 13 | 4 | 2 | 1         | 3,23   |

| Пол    | Укупно | Неожењен/Неудата | Ожењен/Удата | Удовац/Удовица | Разведен/Разведена | Непознато |
| ------ | ------ | ---------------- | ------------ | -------------- | ------------------ | --------- |
| Мушки  | 505    | 121              | 343          | 28             | 9                  | 4         |
| Женски | 496    | 80               | 334          | 72             | 7                  | 3         |
| УКУПНО | 1.001  | 201              | 677          | 100            | 16                 | 7         |

| Пол    | Укупно                    | Пољопривреда, лов и шумарство | Рибарство                            | Вађење руде и камена | Прерађивачка индустрија       |
| ------ | ------------------------- | ----------------------------- | ------------------------------------ | -------------------- | ----------------------------- |
| Мушки  | 205                       | 20                            | 0                                    | 0                    | 67                            |
| Женски | 119                       | 11                            | 0                                    | 0                    | 37                            |
| УКУПНО | 324                       | 31                            | 0                                    | 0                    | 104                           |
| Пол    | Производња и снабдевање   | Грађевинарство                | Трговина                             | Хотели и ресторани   | Саобраћај, складиштење и везе |
| Мушки  | 13                        | 7                             | 12                                   | 0                    | 16                            |
| Женски | 2                         | 0                             | 12                                   | 1                    | 1                             |
| УКУПНО | 15                        | 7                             | 24                                   | 1                    | 17                            |
| Пол    | Финансијско посредовање   | Некретнине                    | Државна управа и одбрана             | Образовање           | Здравствени и социјални рад   |
| Мушки  | 1                         | 1                             | 30                                   | 12                   | 5                             |
| Женски | 0                         | 1                             | 2                                    | 11                   | 28                            |
| УКУПНО | 1                         | 2                             | 32                                   | 23                   | 33                            |
| Пол    | Остале услужне активности | Приватна домаћинства          | Екстериторијалне организације и тела | Непознато            | Непознато                     |
| Мушки  | 1                         | 0                             | 0                                    | 20                   | 20                            |
| Женски | 0                         | 0                             | 0                                    | 13                   | 13                            |
| УКУПНО | 1                         | 0                             | 0                                    | 33                   | 33                            |